# Choisy-le-Roi

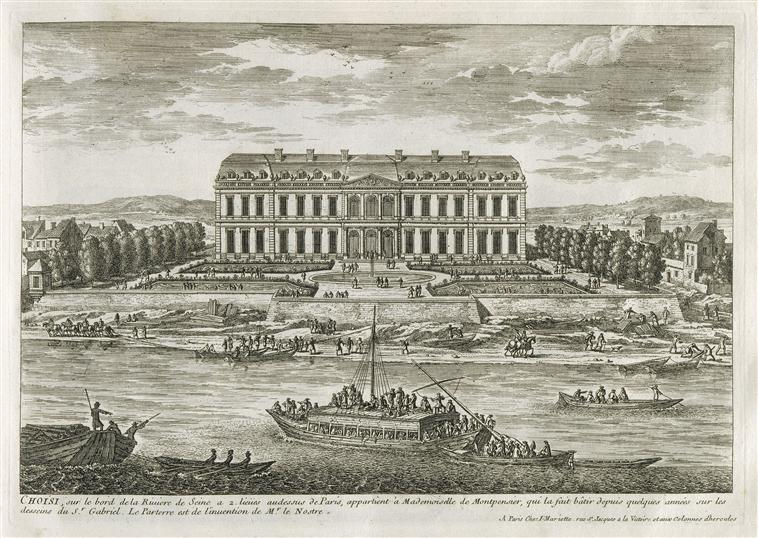
Schloss Choisy

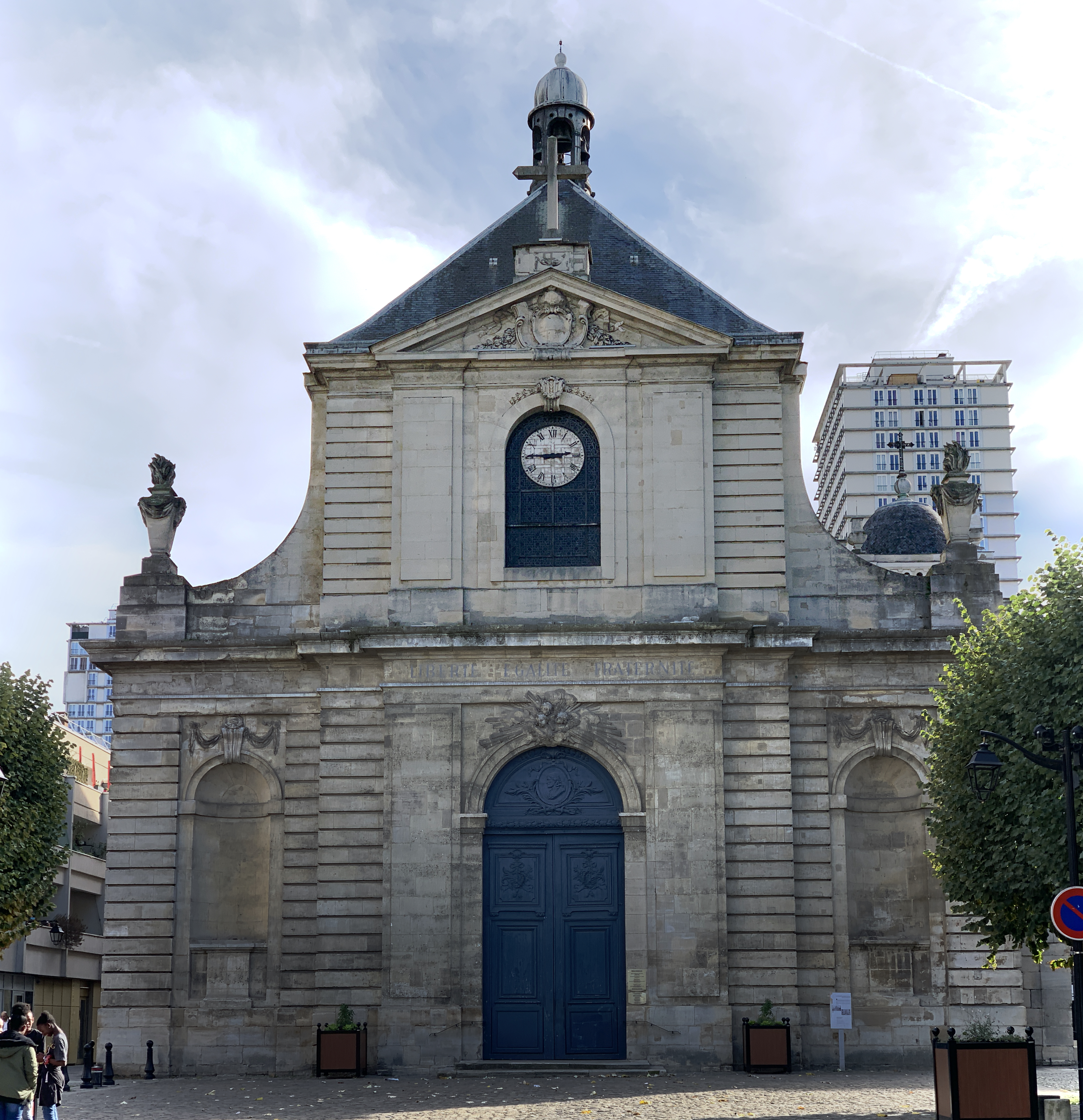
Ehem. Kathedrale

Choisy-le-Roi ist eine Stadt und eine französische Gemeinde mit 46.122 Einwohnern (Stand 1. Januar 2022) im Département Val-de-Marne im Großraum Paris.

## Lage und Klima
Choisy-le-Roi liegt in einer Höhe von etwa 50 m auf dem Westufer der Seine ca. 18 km (Fahrtstrecke) südöstlich von Paris. Es gibt einen gemeinsamen Bahnhof der SNCF und der Linie RER C. Das Klima ist gemäßigt bis warm; Regen (ca. 630 mm/Jahr) fällt übers Jahr verteilt.

## Bevölkerungsentwicklung
| Jahr                      | 1800 | 1851  | 1901   | 1954   | 1999   | 2017   |
| Einwohner                 | 990  | 3.271 | 11.607 | 31.789 | 34.336 | 45.331 |
| Quelle: Cassini und INSEE |      |       |        |        |        |        |

Die Bevölkerungsexplosion seit Beginn des 19. Jahrhunderts ist im Wesentlichen auf die Freisetzung von Arbeitskräften auf dem Lande infolge der Mechanisierung der Landwirtschaft sowie auf die Nähe zum sich stark entwickelnden Großraum Paris zurückzuführen.

## Wirtschaft
Die Menschen früherer Jahrhunderte lebten hauptsächlich als Selbstversorger von den Erträgen ihrer Felder und Gärten. Die Viehzucht spielte ebenfalls eine nicht unbedeutende Rolle. In zunehmendem Maße ließen sich auch Handwerker und Dienstleister im Ort nieder. Der Autohersteller Renault betreibt hier einen Zulieferbetrieb.

## Geschichte
Bereits Truppenteile der Armee Cäsars lieferten sich im Jahr 52 in der Nähe eine Schlacht; der Ortsname soll eine Ableitung von socius sein. Spätestens seit dem 12. Jahrhundert gehörte das hier befindliche Fischerdorf zur Abtei Saint-Germain-des-Prés; zu Beginn des 13. Jahrhunderts entstand eine erste Pfarrkirche. Ende des 13. Jahrhunderts ist die Existenz einer Fähre (bac) belegt. In den Jahren 1680–1686 ließ sich die Herzogin von Montpensier, Anne Marie Louise d’Orléans, eine Cousine Ludwigs XIV., hier ein Schloss erbauen; der Architekt war Jacques Gabriel. Im frühen 18. Jahrhundert kam das Schloss in den Besitz der Gräfin Conti. Im Jahr 1739 erwarb es Ludwig XV. und nutzte es als Jagdschloss; er benannte den Ort in Choisy-le-Roi um. Im Jahr 1746 ließ sich Madame de Pompadour († 1764) hier nieder. Während der Revolutionszeit erhielt der Ort den Namen Choisy-sur-Seine; das Schloss wurde im 19. Jahrhundert abgerissen.

## Sehenswürdigkeiten
Siehe auch: Liste der Monuments historiques in Choisy-le-Roi
- Pont de Choisy, Straßenbrücke aus dem Jahr 1965 von Jean Muller
- Schloss Choisy
- ehem. Kathedrale Saint-Louis-et-Saint-Nicolas
- Église Saint-Martin

## Persönlichkeiten
- Pierre-Joseph Bernard (1708/10–1775), Dichter, Dramatiker und Librettist; gestorben in Choisy-le-Roi
- Claude Joseph Rouget de Lisle (1760–1836), Komponist; gestorben in Choisy-le-Roi
- Alexis de Garaudé (1821–1854), Komponist; geboren in Choisy-le-Roi
- Pierre Mille (1864–1941), Schriftsteller und Journalist; geboren in Choisy-le-Roi
- Louise Bourgeois (1911–2010), Bildhauerin; wuchs in Choisy-le-Roi auf
- Suzanne Chaisemartin (1921–2017), Organistin; geboren in Choisy-le-Roi
- Mehdi El Glaoui (* 1956), Schauspieler und Filmemacher; geboren in Choisy-le-Roi
- Tonino Benacquista (* 1961), Schriftsteller; geboren in Choisy-le-Roi
- Lina El Arabi (* 1995), Schauspielerin; geboren in Choisy-le-Roi

## Partnerstädte
Choisy-le-Roi hat folgende Partnerstädte
- Hennigsdorf, Brandenburg, (Deutschland) (seit 1968)
- Lugo, Emilia-Romagna (Italien) (seit 1968)
- Dong-Da (Stadtbezirk von Hanoi), Vietnam (seit 1973)
- Târnova, Rumänien (seit 1998)